# Lâu đài Střekov
Lâu đài Střekov (tiếng Séc: Hrad Střekov) là tàn tích của một lâu đài nằm trên một đồi đá gần sông Elbe, thuộc địa phận thành phố Ústí nad Labem, Cộng hòa Séc. Công trình này có tên trong danh sách các di tích văn hóa của Cộng hòa Séc.

## Lịch sử

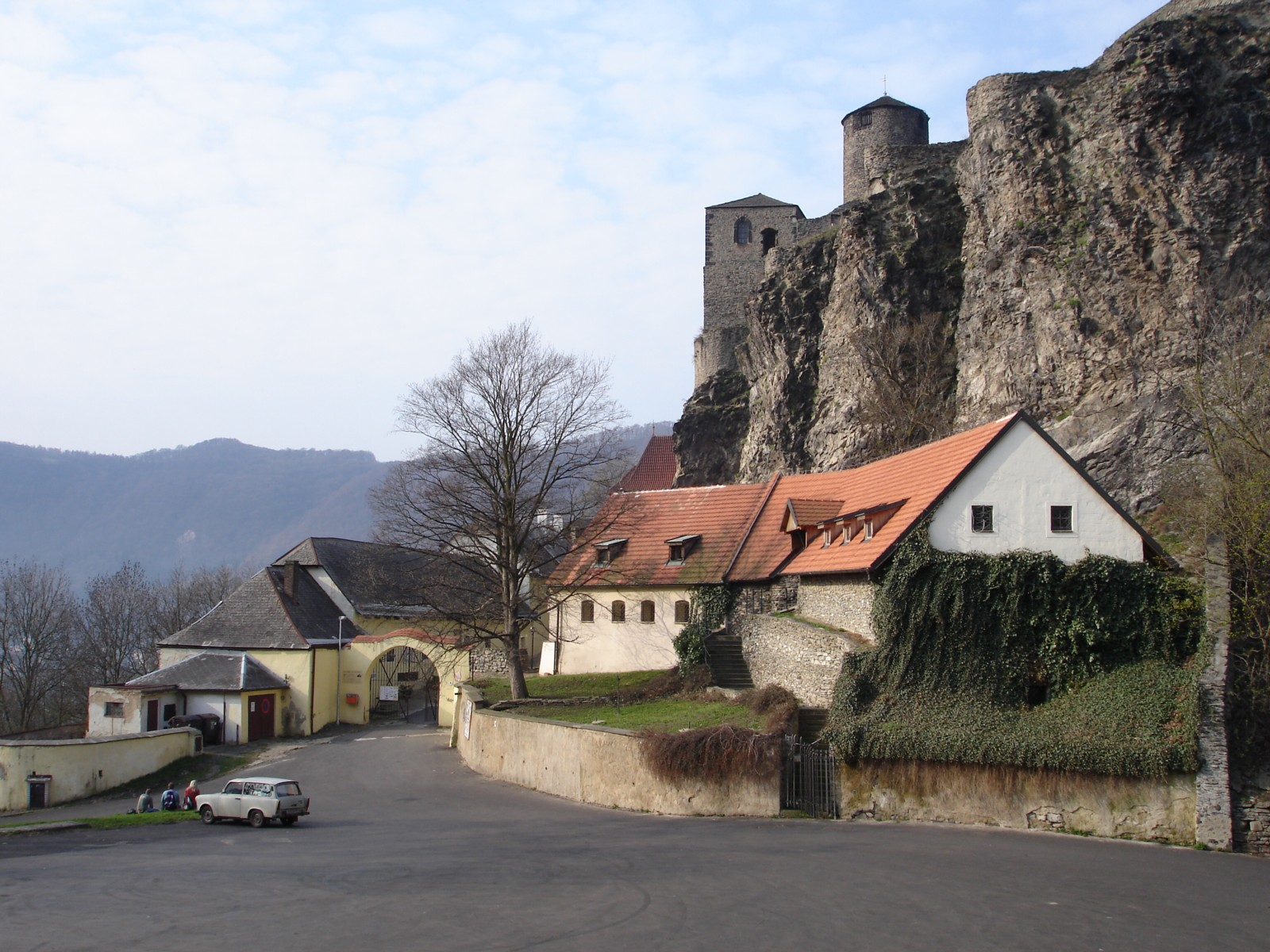
Cổng vào lâu đài (2006)

Trong giai đoạn 1316 - 1319, Vua Johann của Bohemia cho xây dựng lâu đài Střekov để bảo vệ con đường thương mại quan trọng dẫn đến Đức. Sau đó, gia đình quý tộc Wartenberg tiếp quản lâu đài cho đến đầu thế kỷ 15. Trong cuộc chiến tranh Hussite, lâu đài trở thành nơi trú ẩn an toàn cho nhiều người Công giáo. Sau đó, lâu đài nhiều lần đổi chủ sở hữu. Năm 1563, gia đình Lobkowicz mua lại khu bất động sản này.
Đầu thế kỷ 17, lâu đài Střekov bị tàn phá nghiêm trọng trong chiến tranh Ba mươi năm, nên dần bị bỏ hoang và rơi vào tình trạng đổ nát. Vào thế kỷ 19, lâu đài được được trùng tu và sửa chữa một phần để phát triển du lịch. Năm 1992, quyền sở hữu lâu đài được trả lại cho gia đình Lobkowicz.
Hiện nay, lâu đài thường mở cửa cho du khách tham quan từ tháng 4 đến tháng 10. Đây là nơi tổ chức triển lãm về các ảnh chụp lâu đài và các bản sao vũ khí lịch sử.